# 邵應禎
邵應禎（？—？），號徵石、徵实，福建漳州府长泰县匠籍，明朝政治人物。

## 生平
萬曆十九年（1591年）辛卯科福建乡试第四十七名举人，二十六年（1598年）戊戌科進士，吏部觀政，任金坛县知县，三十二年升南京刑部主事，丁憂歸。三十七年補户部主事，三十八年管明智坊草场，差山西管粮。三十九年晉郎中，通州管粮。万历四十年升廣州府知府，本年丁憂，服闋，改知湖州府，四十七年八月升贵州按察司副使，曾向水西土司安氏索金银常例，不下黄金百两。